# Juliana Gorka
Juliana Gorka (* 1971/1972 in Dresden) ist eine ehemalige deutsche Tennisspielerin.

## Werdegang
Gorka, Tochter des Tennis-Trainers und -funktionärs Peter Gorka, begann mit sechs Jahren mit dem Tennissport. Sie betrieb auch Turnen und erhielt in dieser Sportart die Möglichkeit, an eine Kinder- und Jugendsportschule zu wechseln, lehnte jedoch ab. Neben Tennisturnieren in der Deutschen Demokratischen Republik (DDR) nahm sie auch an Veranstaltungen in sozialistischen Ländern teil, darunter der Sowjetunion und Bulgarien.
Die 1,58 Meter messende Spielerin des Vereins Aufbau Mitte Dresden wurde 1990 im Einzel letzte Tennismeisterin der Deutschen Demokratischen Republik und gewann im selben Jahr den Titel im gemischten Doppel.
Im August 1990 bestritt sie in Mahwah in den Vereinigten Staaten ihr erstes Turnier im Berufstennis und schied in der ersten Runde gegen Helena Suková aus. Gorka nahm 1990 und 1991 am WTA-Turnier in Leipzig teil, schied aber jeweils in der ersten Qualifikationsrunde aus. Sie zog nach dem Ende der DDR zunächst nach Ravensburg, nahm aber 1991 an den ersten Meisterschaften des neugegründeten Sächsischen Tennis Verbands teil und wurde Vizemeisterin. Sie studierte Zahnmedizin und spielte für den Dresdener Verein TC Blau-Weiß Blasewitz. Als Zahnärztin wurde Gorka in Hude tätig, während sie Mitglied des Tennisvereins Oldenburger TeV wurde.
Mit dem ehemaligen Leistungstennisspieler Markus Jeske hat sie drei Kinder.